# Natja Brunckhorst
Natja Brunckhorst, nascida como Nadja Brunkhorst (Berlim, 26 de Setembro de 1966), é uma actriz alemã, conhecida pela sua personagem Christiane F., no filme Christiane F. – Wir Kinder vom Bahnhof Zoo.

## Biografia
Natja Brunckhorst começou a sua carreira como actriz com quinze anos, no drama sobre tóxicodependência Christiane F. – Wir Kinder vom Bahnhof Zoo, onde fazia o papel de  Christiane F.. Após  o inesperado sucesso do filme , retirou-se da vida pública, indo estudar na Inglaterra. Após uma curta passagem por Paris, regressou à Alemanha, em 1987, para estudar na escola de artes dramáticas de Bochum. Desde essa data, Natja trabalha no cinema e na televisão, tendo feito papéis no filme The Princess and the Warrior, e na série Dr. Sommerfeld - Neues vom Bülowbogen. Depois disso, Natja teve de enfrentar um câncer e hoje ela ganha a vida sendo uma escritora.
Mas até hoje, com o seu talento no filme Christiane F., ainda é lembrada por muitos dos admiradores do cinema internacional. A história do filme comoveu a todos fazendo dele um sucesso, contendo sua interpretação brilhante, o que ajudou ainda mais a tornar um grande clássico, de filmes com tema relacionados à droga, que repercute até hoje.
Natja Brunckhorst tem uma filha, Emma, nascida em 1991, fruto do seu relacionamento com o actor alemão Dominic Raacke, entre 1988 e 1993. Vive actualmente em Munique, Alemanha.

## Filmografia seleccionada
| Ano  | Filme                                                                                       | Personagem    |
| ---- | ------------------------------------------------------------------------------------------- | ------------- |
| 1981 | Christiane F. – Wir Kinder vom Bahnhof Zoo (Christiane F. - Nós, as crianças da estação Zoo | Christiane F. |
| 1982 | Querelle                                                                                    | Paulette      |
| 1992 | Babylon - Im Bett mit dem Teufel(Babilônia - Na cama com o diabo)                           | Maria         |
| 1995 | Das verletzte Lächeln (O sorriso ferido)                                                    | Uschi         |
| 2000 | The Princess and the Warrior (A princesa e o guerreiro)                                     | Meike         |

## Eu, Christiane F., 13 Anos, Drogada e Prostituída
Foi o filme de sua revelação no mundo do cinema. Como atriz principal do filme, Natja faz história com sua bela interpretação, ganhando, na época, diversos elogios dos críticos da área.
O filme se baseia em fatos reais e tem como tema o uso de drogas e a prostituição, contando a história de uma menina que vive em Berlim e que resolve virar as noites em festas e em uma discoteca, a Sound, onde conhece várias pessoas que usam a heroína e que mais tarde se tornariam seus amigos, e um desses, seu namorado. Em uma dessas noites, ela resolve usar também, entrando no mundo das drogas e se viciando, a ponto de se prostituir. Com o passar do filme, vemos o talento na interpretação de Natja, pincipalmente em cenas de extrema aflição e sofrimento da personagem, o que foi marcante e fez com que ela ficasse eternamente lembrada.